# Station Turzno
Station Turzno is een spoorwegstation in de Poolse plaats Turzno.